# Begonia mysteriosa
Espèce
Begonia mysteriosa est une espèce de plantes de la famille des Begoniaceae.
Elle a été décrite en 2008 par Ludovic Jean Charles Kollmann (1965-) et André Paviotti Fontana (2007).